# باشگاه فوتبال توکیو
باشگاه فوتبال توکیو (به ژاپنی: FC東京) یک باشگاه فوتبال در چوفو، توکیو و در کشور ژاپن می‌باشد که در جی‌لیگ بازی می‌کند.
توکیو دو بار به مقام قهرمانی در جام جی‌لیگ دست یافته است و در سال ۲۰۱۲ میلادی برای اولین بار وارد مسابقات لیگ قهرمانان آسیا شد.

## بازیکنان برجسته
- ناتان برنز
- جید نورث
- کابوره
- ادوین ایفنی
- پائول وانچوپ
- سانتیاگو سالکدو

## نگارخانه

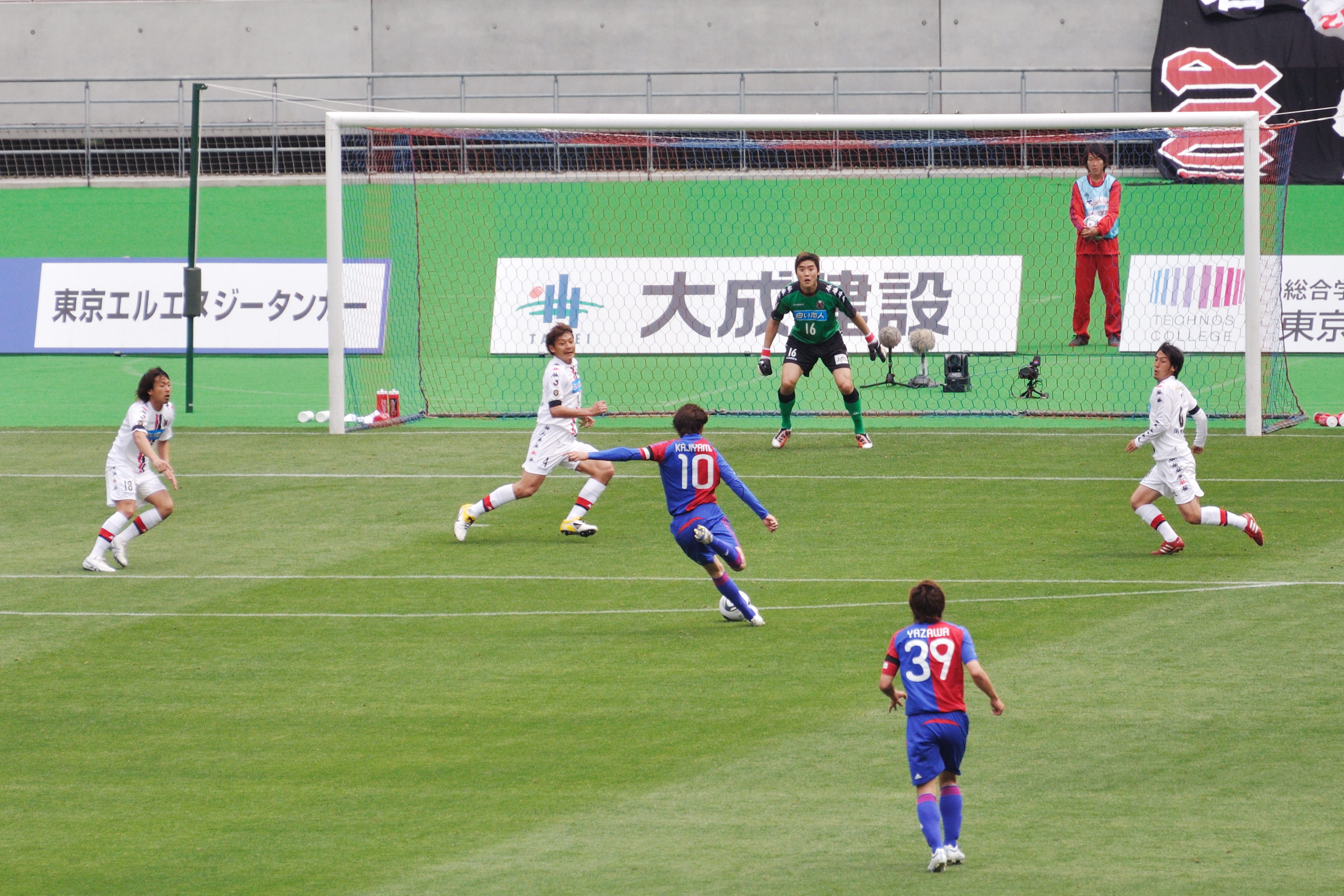
دیدار بین دو تیم اف‌سی توکیو و کونسادول ساپورو
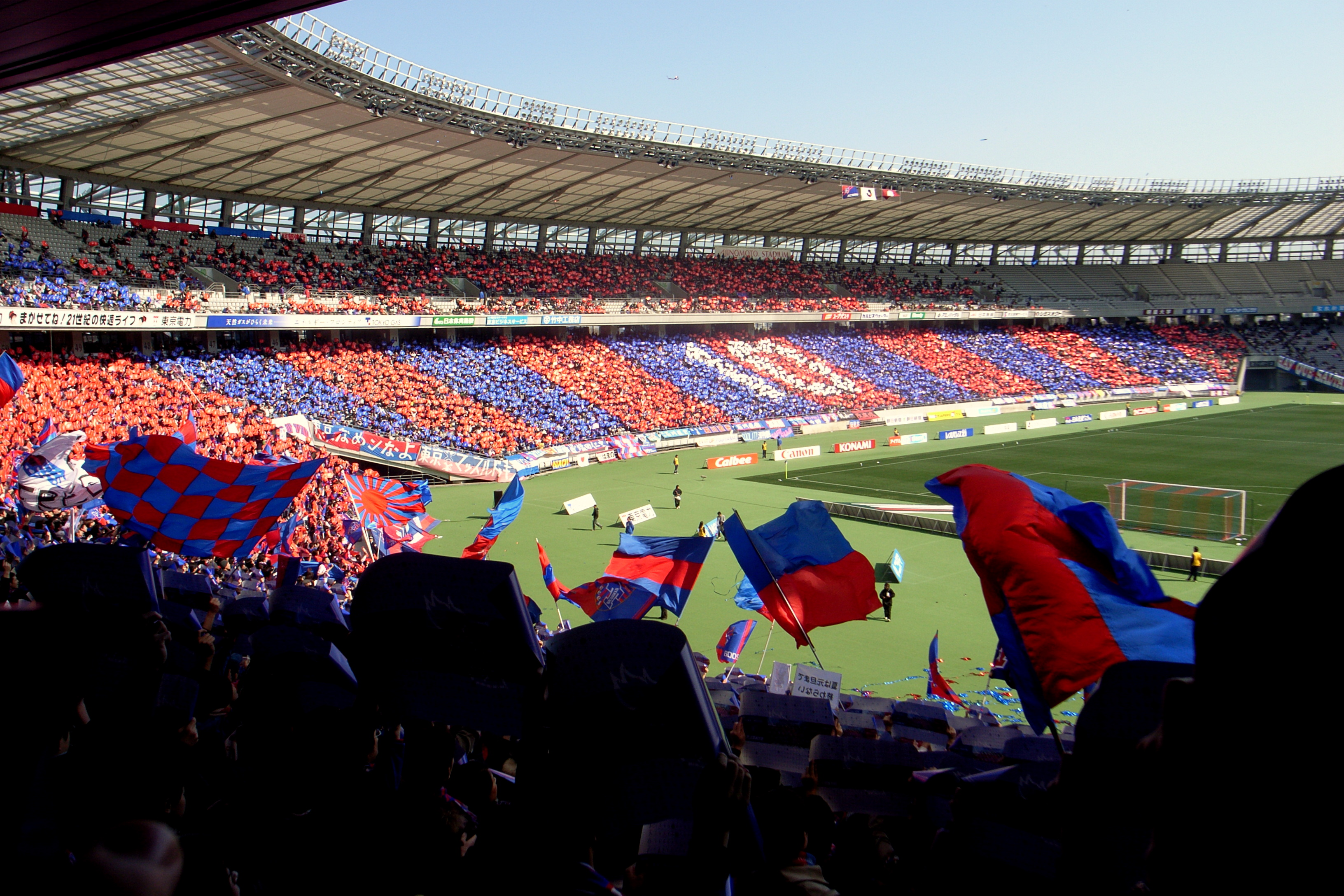
هواداران تیم اف‌سی توکیو
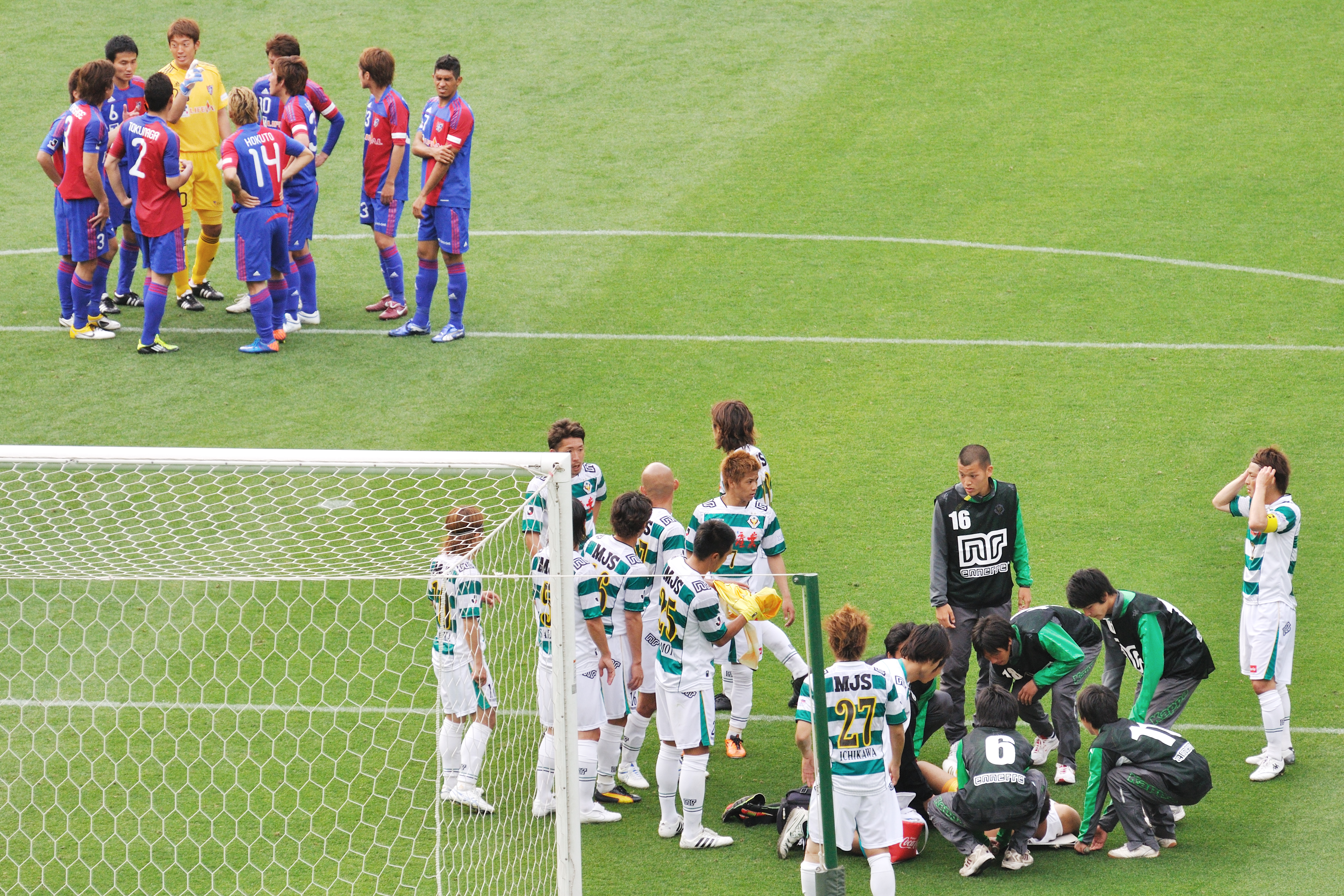
دربی توکیو (اف‌سی توکیو و توکیو وردی) - ۲۰۱۱